# 兒里の家

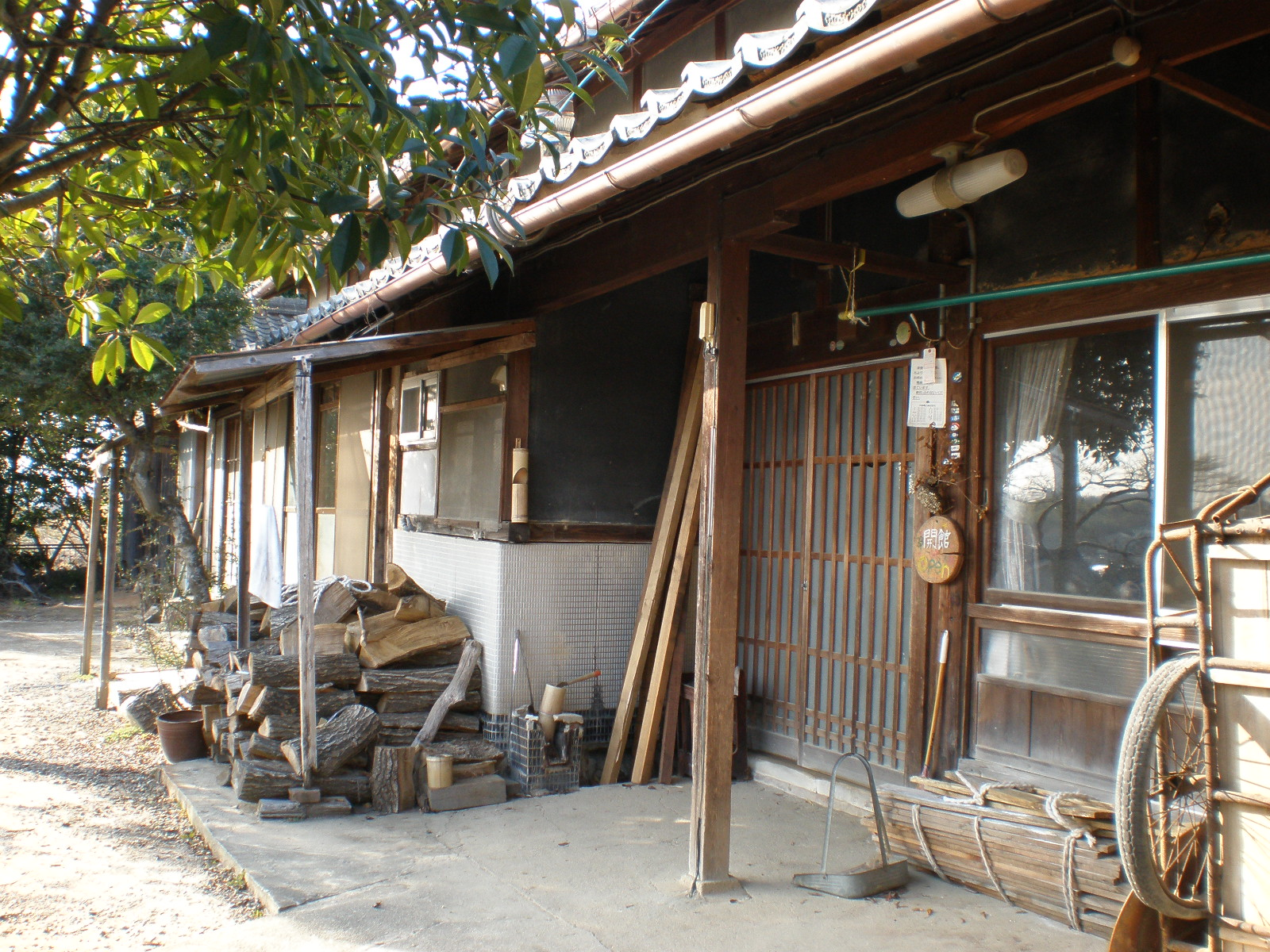
兒里の家

兒里の家（ちごりのいえ）とは、愛知県小牧市大字大山188にある古民家を利用して作られた施設。

## 概要
昔ながらの生活や農業などを体験できる他、昔の農機具や地元の人の作品が展示されるギャラリーとなっていた。開館は2007年（平成19年）7月で、2013年（平成25年）12月末をもって閉館。会員制で、土曜日と日曜日のみ開館していた。